# 43 aC

## Esdeveniments

### Àsia
- Segons la llegenda, Nagasena crea la figura de Buda d'esmeralda a Patna, Índia.

### Gàl·lia
- Lugdúnum és fundada.

### Imperi romà
- Gaius Vibius Pansa Caetronianus i Aule Hirti són cònsols.
- 14 d'abril - Batalla de Forum Gallorum: Marc Antoni
- 21 d'abril - 14a i última Filípica de Ciceró.
- 21 d'abril - Marc Antoni és novament derrotat a la Batalla de Mutina per una coalició d'Octavi, Dècim Juni Brut Albí, i els dos cònsols de l'any. Marc Antoni es retira a Gàl·lia Narbonesa (França) en unir-se a Lèpid el triumvir, poc després que Dècim Juni Brut Albí sigui assassinat per bandolers.
- 26 de novembre - 	Marc Antoni, Octavi i Lèpid el triumvir es reuneixen a Boulogne-sur-Mer i els tres entren en un període de cinc anys autocràtics.

## Naixements
- 20 de març - Ovidi, poeta romà.
- Ioapa, princesa de Medes.

## Necrològiques
- juny/juliol - Pòrcia Cató esposa de Brutus.
- 6 de desembre - Ciceró polític romà (assassinat).
- 7 de desembre - Formia (Itàlia): Ciceró, polític, filòsof, escriptor i orador de l'antiga Roma.
- Àcia neboda de Juli Cèsar i mare d'August.
- Dècim Juni Brut Albí un dels assassins de Juli Cèsar.(assassinat)
- Publi Corneli Dolabel·la un dels assassins de Juli Cèsar. (assassinat)
- Aule Hirti, militar mort en combat.
- Gai Vibi Pansa, militar mort en combat.
- Treboniusun dels assassins de Juli Cèsar.(assassinat per Publi Corneli Dolabel·la)
- Verres, Pretor corrupte.